# مارتن إليوت (جراح)
مارتن إليوت (بالإنجليزية: Martin Elliott)‏ هو جراح بريطاني، ولد في 8 مارس 1951 في شفيلد في المملكة المتحدة.